# 雨ときどき晴れのち虹
「雨ときどき晴れのち虹」（あめときどきはれのちにじ）は、2012年5月23日発売の風男塾の8thシングル。発売元はインペリアルレコード。

## 概要
NHKのアニメ「銀河へキックオフ!!」のエンディングテーマ
通常盤と全国ツアー盤と初回限定盤（武器屋桃太郎Ver.）（青明寺浦正Ver.）（緑川狂平Ver.）（赤園虎次郎Ver.）（流原蓮次Ver.）（瀬斗光黄Ver.）（愛刃健水Ver.）（雪村涼真Ver.）が発売された。初回限定盤にはDVDが付属している。さらに、全国ツアー盤にはCDのオフショットフォトスライドムービーが付属されている。

## 収録曲
テイチクレコード公式サイト内の紹介ページによる。

全曲　作詞：はなわ、編曲：成田忍

### 通常盤
1. 雨ときどき晴れのち虹
  - 作曲：磯崎健史
2. せーのでドンマイ！
  - 作曲：はなわ
3. 勇気のFLAG
  - 作曲：youwhich&大智

### 初回限定盤
1. 雨ときどき晴れのち虹
2. せーのでドンマイ！

### 全国ツアー盤
1. 雨ときどき晴れのち虹